# کاخ فرماندار اسپانیایی

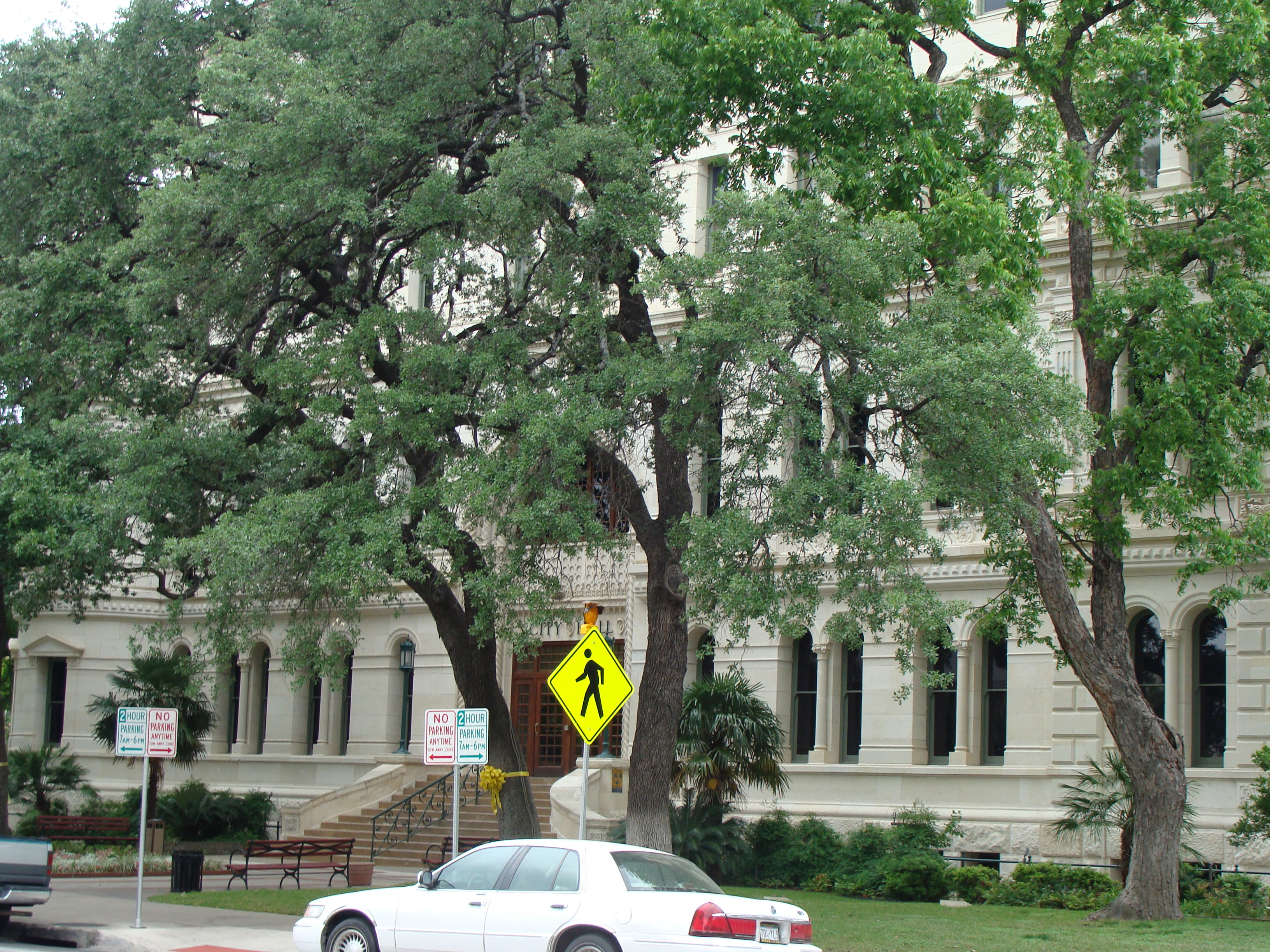

کاخ فرماندار اسپانیایی (به انگلیسی: Spanish Governor's Palace) یک بنای تاریخی و از آثار ملی آمریکا در شهر سن آنتونیو در تگزاس است.
این بنا در ۱۷۴۹ تأسیس گردید.